# Wartości rodzinne
Wartości Rodzinne - odcinkowa seria komiksowa autorstwa Michała Śledzińskiego wydawana od 2008 nakładem wydawnictwa Kultura Gniewu. Opowiada ona perypetie polskiej rodziny Królów, która ukrywa w swoim mieszkaniu Jezusa.

## Albumy
- „Nie wszyscy są zadowoleni” – (grudzień 2008)
- „Małpa na przyjęciu” – (marzec 2009)
- „Porwanie na srebrnym ekranie” – (październik 2009)
- „Nie bądźmy leśne ludki” – (lipiec 2010)